# Pyrrhussieg

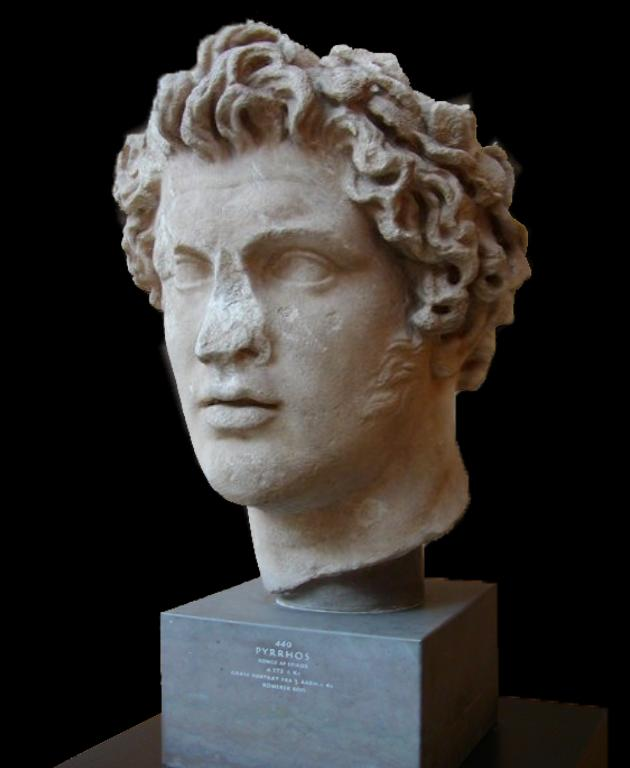
Pyrrhos I., latinisiert Pyrrhus

Ein Pyrrhussieg (ⓘ) ist ein zu teuer erkaufter Erfolg. Im ursprünglichen Sinne geht der Sieger aus dem Konflikt ähnlich geschwächt hervor wie ein Besiegter und kann auf dem Sieg nicht aufbauen. Der Ausdruck geht auf König Pyrrhos I. von Epirus zurück. Dieser soll nach seinem Sieg über die Römer in der Schlacht bei Asculum 279 v. Chr. einem Gratulanten gesagt haben: „noch einen solchen Sieg über die Römer, - dann sind wir vollständig verloren!“ – häufig zitiert in der verknappten, aphoristischen Form „Noch so ein Sieg, und wir sind verloren!“ In dieser Schlacht musste Pyrrhos erhebliche Verluste hinnehmen, so dass seine Armee auf Jahre hinaus geschwächt war und schließlich den Pyrrhischen Krieg verlor.
Eine ähnliche Bedeutung hat auch der Kadmeische Sieg. Im heutigen Sprachgebrauch wird Pyrrhussieg überwiegend im übertragenen Sinn genutzt, beispielsweise bei Gerichtsverfahren, die durch mehrere Instanzen geführt werden. Dabei steigen die Kosten für alle Beteiligten mitunter über den eigentlichen Streitwert.

## Beispiele für Pyrrhussiege
- Schlacht von Avarayr 451[4]
- Schlacht bei Rudau 1370
- Schlacht bei St. Jakob an der Birs 1444
- Schlacht bei Ravenna 1512[5]
- Schlacht bei Lützen 1632[6]
- Schlacht bei Lesnaja 1708[7]
- Schlacht von Bunker Hill 1775[8]
- Schlacht von Borodino 1812[9]
- Schlacht bei Langensalza 1866[10]
- Kampf der toten Männer 1915
- Brussilow-Offensive 1916
- Schlacht bei den Santa-Cruz-Inseln 1942
- Unternehmen Bodenplatte 1945
- Schlacht um Vukovar 1991[11]